# Поливинилхлоридные мембраны
Поливинилхлоридные (ПВХ) мембраны —  полимерный гидроизоляционный материал на основе пластифицированного поливинилхлорида.
ПВХ мембраны состоят из двух слоев пластифицированного поливинилхлорида, разделенных армирующей сеткой. Армирующая сетка из полиэстера придает необходимую прочность и предохраняет от усадки.
Для снижения нагреваемости вследствие максимального отражения солнечных лучей верхний слой мембраны изготовляется светлым. Этот слой состоит из наполнителя (48 %, обычно в качестве наполнителя используют мел), пластификаторов (около 35 %), стабилизаторов и антипиренов (до 14 %) и красителей (3—4 %, обычно оксид титана).
Нижний слой не содержит стабилизаторов и антипиренов, и выполняется в тёмных цветах.

## Применение
ПВХ мембраны часто применяются при гидроизоляции крыш, и в таких случаях обычно называются «кровельными гидроизоляционными покрытиями». В Европе применяются примерно с 1960-х, а в России только с 1990-х годов.
Гидроизоляционные материалы должны отвечать важным критериям, таким как надежность эксплуатации, опыт применения, простота и технологичность монтажа. ПВХ мембраны отвечают всем этим критериям, и являются достаточно доступными по стоимости, поэтому в настоящее время являются одними из самых распространенных кровельных гидроизоляционных материалов.

## Достоинства
Кровельные ПВХ мембраны по сравнению с обычными битумно-полимерными материалами имеют следующие преимущества:
- не являются критичными к температурам, и установку ПВХ мембран можно производить при температурах до — 20°С;
- обладают противопожарными свойствами;
- легкое соединение мембран потоком горячего воздуха позволяют использовать автоматические сварочные аппараты;
- механически более прочны;
- более устойчивы к химическим, механическим и термическим воздействиям;
- эластичность поддерживается в широком диапазоне температур;
- не требуют специального обслуживания после монтажа;
- высокая ремонтопригодность;
- срок службы составляет не менее 20—25 лет;
- обеспечивают гидроизоляцию в самых уязвимых местах благодаря наличию дополнительных неармированных мембран для выполнения сложных примыканий, накладки на внутренние и внешние углы элементов кровли и другие;
- кровлю из ПВХ мембран легко и быстро монтировать (звено из 3 человек может сделать до 1000 м2 в смену);
- Надежны, и главное — стоимость монтажа и укладки ПВХ мембраны гораздо ниже, чем работы по устройству кровли другими способами.